# Hovefestivalen
 (mai 2024).
Hovefestivalen est un festival norvégien de heavy metal créé en 2007. Les concerts ont lieu sur l’île de Tromøy, près de la ville de Arendal dans le sud du pays.

## Programmation

### 2007
Du 26 au 30 juin :
120 Days, 1990s, 65 Days of Static, Amy Winehouse, Arcade Fire, Bright Eyes, Cansei de Ser Sexy, Chamillionaire, Clipse, Damien Rice, Dimension F3H, Hatebreed, The Hold Steady, Incubus, Kaiser Chiefs, Keep Of Kalessin, The Killers, Klaxons, Lamb of God, The Lionheart Brothers, Mastodon, Me First and the Gimme Gimmes, My Chemical Romance, My Midnight Creeps, Nellie McKay, Neurosis, New Violators, The Noisettes, Oh No Ono, Paul Wall, Pleasure, The Presets, Rockettothesky, She Said Destroy, Susanne Sundfør, Sivert Høyem, Slayer, William Hut, X-queen of the Astronauts, Cynic.

### 2013

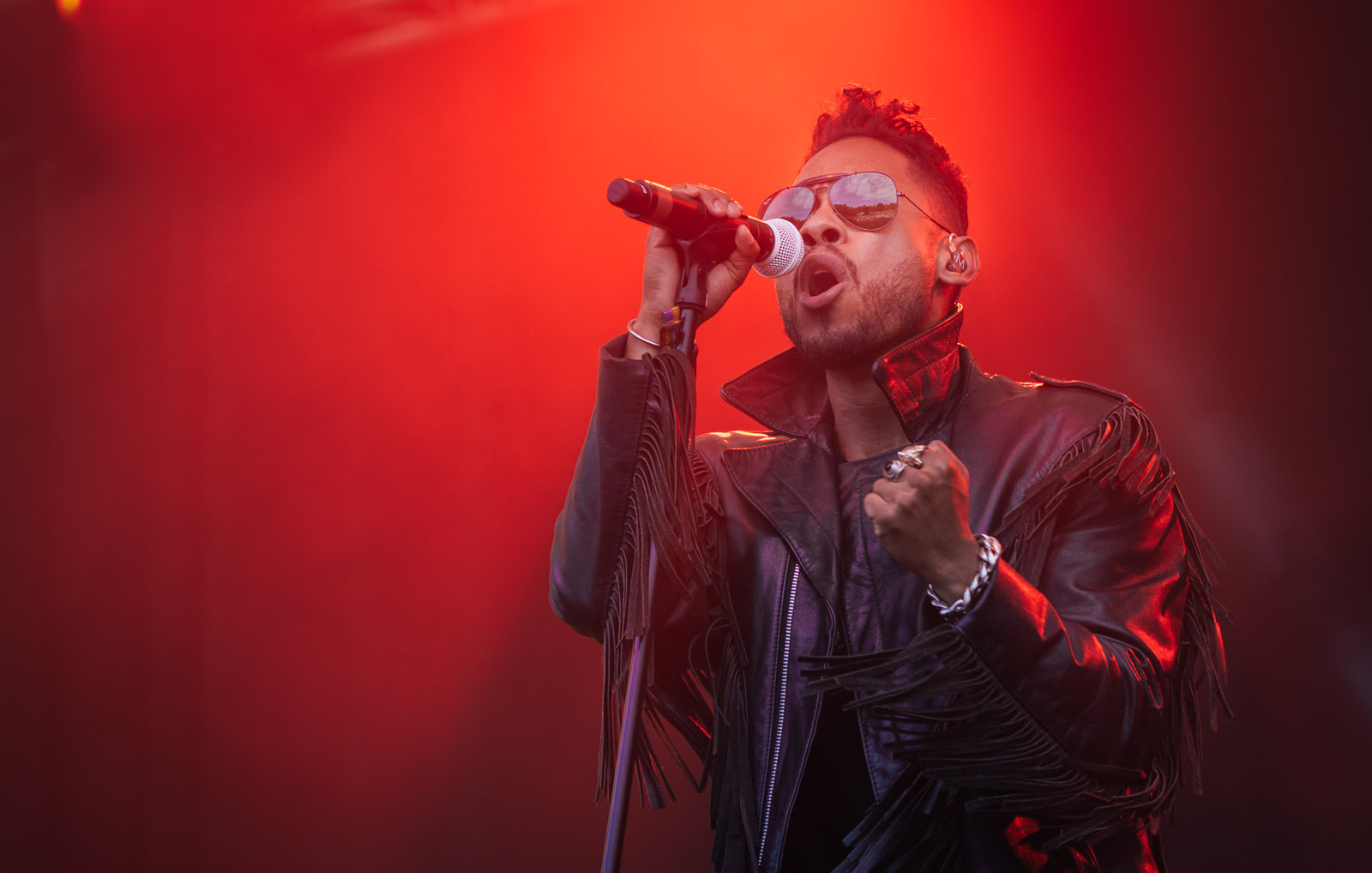
Miguel, Hovefestivalen 2013

### 2008 (23-27 juin)
| - Yeasayer - Les Savy Fav - Shape of Broad Minds - the Cool Kids - Killswitch Engage - Converge - Avenged Sevenfold - Band of Horses - Animal Collective - Howlin Rain - Bad Religion - Deerhunter - The Brian Jonestown Massacre - Coheed and Cambria - Flogging Molly - St. Vincent - Babyshambles - The Wombats - Chrome Hoof - Bullet for My Valentine - Scaramanga Six - Joe Lean And The Jing Jang Jong - Wild Beasts - The Kooks - Simian Mobile Disco - Foals - Duffy | - Dimmu Borgir - The National Bank - Audrey Horne - Pirate Love - Kim Hiorthøy - Matias Tellez - We - Animal Alpha - Ungdomskulen - Lukestar - Tommy Tokyo - Truls and the Trees - Turdus Musicus - Familjen - Slagsmålsklubben - In Flames - Hellacopters - Behemoth - Boys Noize - The Teenagers - Primordial - Bloody Beetroots - Crystal Castles - Stars - Black Mountain - Cavalera Conspiracy |